# LaF (rete televisiva)
LaF è stato un canale televisivo italiano prodotto da EFFE TV S.r.l., società appartenente al gruppo Feltrinelli, visibile a pagamento via satellite sulla piattaforma televisiva Sky Italia.
Il direttore di LaF era Riccardo Chiattelli, precedentemente direttore di Cielo.
Lo speaker ufficiale del canale era il doppiatore Luigi Ferraro.
Dal 2023 si trasforma in Feltrinelli Media, con lo scopo di produrre contenuti audiovisivi originali.

## Storia
Le trasmissioni di LaF sono iniziate in chiaro sul digitale terrestre l'11 maggio 2013 alle ore 20:50 con il film Grillo Tsunami Tour - Un comico vi seppellirà. Dal 26 marzo 2014 il canale ha iniziato un partenariato con Fine Living, il canale lifestyle edito da Scripps Network Interactive. Dal 9 aprile 2014 approda sulla piattaforma Sky Italia alla posizione 139. Il 18 aprile 2014 è entrato a far parte della piattaforma Tivùsat occupando la numerazione 50. La raccolta pubblicitaria del canale era affidata a Sky Media.
Il 28 gennaio 2016, Sky Italia e il gruppo Feltrinelli firmano un accordo di scambio che rende il canale fruibile in esclusiva solo sulla piattaforma Sky Italia con il passaggio della gestione della raccolta pubblicitaria da Sky Media e, contemporaneamente, LaF cede il canale 50 a Sky Italia per inserirvi Sky TG24, passaggio avvenuto il 30 gennaio. Contestualmente il canale abbandona anche la piattaforma Tivùsat.
Fino al 30 gennaio 2016 il canale si avvaleva della collaborazione con il Gruppo editoriale L'Espresso per gli spazi dedicati all'informazione, che venivano curati da Repubblica TV, collaborazione cessata con il passaggio a Sky Italia. Dal 4 giugno 2018 passa alla posizione numero 135.
La notte tra il 31 gennaio e il 1º febbraio 2022, LaF chiude i battenti; i contenuti saranno tuttavia resi disponibili gradualmente su altre piattaforme.

### Ascolti

#### Share 24h di LaF
Dati Auditel relativi al giorno medio mensile sul target individui 4+.
|      | gennaio | febbraio | marzo | aprile | maggio | giugno | luglio | agosto | settembre | ottobre | novembre | dicembre | Media anno |
| ---- | ------- | -------- | ----- | ------ | ------ | ------ | ------ | ------ | --------- | ------- | -------- | -------- | ---------- |
| 2014 | -       | -        | -     | -      | -      | -      | -      | -      | 0,13%     | 0,14%   | 0,14%    | 0,16%    | 0,14%      |
| 2015 | 0,20%   | 0,18%    | 0,19% | 0,19%  | 0,19%  | 0,25%  | 0,27%  | 0,26%  | 0,25%     | 0,21%   | 0,23%    | 0,24%    | 0,22%      |
| 2016 | 0,23%   | -        |       |        |        |        |        |        |           |         |          |          |            |

### Palinsesto
Il palinsesto di LaF era caratterizzato da programmi di informazione, cultura e intrattenimento. Presenti alcune produzioni originali come Dalla A a laF condotto da Matteo Caccia, magazine di cultura e stili di vita nel quale si raccontava un punto di vista diverso su temi e personaggi del nostro tempo, a partire dagli incontri e dagli eventi del circuito delle librerie Feltrinelli in tutta Italia.

#### Cinema
Due erano i cicli di cinema:
- LaEffe film festival: appuntamento con il cinema d'autore dai festival d'Europa e del mondo;
- Real cinema: ciclo di documentari su argomenti di attualità e cultura.

#### Produzioni originali
Di seguito sono elencate le produzioni originali del canale:
- Baricco presenta: Palladium lectures
- Brunori & Marcorè - Una società a responsabilità limitata
- Dalla A a laF
- Davide Scabin - Uno scienziato in cucina
- Effe come Festival
- Fischia il Vento
- Democrazia portami via (Il Terzo Segreto di Satira)
- Orto e mezzo
- Per dieci minuti
- Prof
- Lettori - I libri di una vita
- Un libro per due

#### Prime visioni
- Anthony Bourdain - Cucine segrete
- Chef Sara in giro per l'Europa
- Chef Sarah in Italia
- Chef Sarah in cucina con i ragazzi
- Chi ti credi di essere?
- Grand Designs Australia
- Grand designs Europa
- Il codice segreto della bibbia
- Il cuoco vagabondo - Piatti estremi
- Il cuoco vagabondo
- Il guru delle piante
- Il re dello street food
- Jamie Oliver sfida l'Europa
- Jamie Oliver: I miei menù da 30 minuti
- La bellezza delle donne: In vogue
- La storia della scienza e dei soldi
- Popoli in festa
- Posso dormire da voi?
- Racconti dalle città di mare
- Racconti dalle megalopoli
- Sacro e Profano
- Sex & Music
- Storia segreta: Antichi tatuaggi
- Tutta la moda dagli anni '80 ad oggi
- Una dottoressa tra gli sciamani
- Viaggi nudi e crudi

#### Serie TV e miniserie
- Apple Tree Yard - In un vicolo cieco
- Borgen - Il potere
- Cardinal
- Capital - Mistero a Pepys Road
- Il commissario Wallander
- I Durrell - La mia famiglia e altri animali
- Emma
- Gentleman Jack - Nessuna mi ha mai detto di no (st. 1)
- La guerra dei mondi
- Guerra e pace
- Grandi speranze
- Hammarvik - Amori e altri omicidi (st. 1)
- Havana Noir - Le indagini di Mario Conde
- Io, Jane Austen
- Les Revenants
- Maigret
- Maison close - La casa del piacere
- Mildred Pierce
- I misteri di Pemberley
- Modus
- Nord e Sud
- Omicidi tra i fiordi - I gialli di Camilla Läckberg
- Orgoglio e pregiudizio
- Poldark
- Ragione e sentimento
- The Paradise
- Sanditon (st. 1)
- The Spiral - Attacco al mondo dell'arte
- Lo stato dell'unione - Scene da un matrimonio (st. 1)
- Stockholm Requiem
- Uomini di fede
- Fred Vargas: Crime Collection
- Vanity Fair - La fiera delle vanità
- Victoria
- Xanadu - Una famiglia a luci rosse

#### Informazione
- RNews (Repubblica TV)

## Feltrinelli Media
Nel 2023 si assiste alla trasformazione in Feltrinelli Media, la quale si occuperà di acquisire o produrre contenuti per l'audiovisivo (cinema, tv, Internet, podcast).